# Tachornis
Tachornis ist eine Vogelgattung aus der Familie der Segler (Apodidae). Die Gattung umfasst drei kleine bis sehr kleine, unverwechselbare Arten, die auf die neotropische Faunenregion beschränkt sind. Die Vögel halten sich meist in der Nähe von Palmen auf und sind daher häufig in Parks und Gärten zu beobachten.
Eine vierte Art, Tachornis uranoceles, die in Puerto Rico heimisch war, starb im späten Pleistozän aus.

## Merkmale
Die Körperlänge der beiden kleineren Arten, des Kuba- und des Däumlingsseglers, beträgt etwa 10 Zentimeter, während der Gabelschwanzsegler mit einer Körperlänge von etwa 13 Zentimetern etwas größer ist. Der sehr schnelle Flug ist recht unstetig mit ständigen Richtungswechseln und ähnelt dem der altweltlichen Cypsiurus-Arten.
Das Gefieder der Oberseite ist bräunlich, die Färbung der Unterseite wirkt blass und verschwommen und zeigt einen recht ausgedehnten Kehlfleck, der vom ebenfalls hellen Bauch durch ein dunkleres Brustband getrennt ist. Die Flügel, die bei allen Arten der Gattung gleich spitz zulaufen, sind lang und sehr schmal. Auch der Körper ist sehr schlank und stromlinienförmig. Die Vögel haben eine tiefe Schwanzgabelung, die beim kurzschwänzigeren Kubasegler weniger ausgeprägt, aber immer noch viel tiefer gegabelt ist als bei den anderen sympatrischen Seglern. Die Tachornis-Arten halten den Schwanz oft geschlossen, so dass er sehr spitz erscheint, aber die Gabelung ist aus fast jeder Perspektive erkennbar.

## Systematik
Ursprünglich wurden Kuba-, Däumlings- und Gabelschwanzsegler verschiedenen Gattungen zugeordnet, doch David Lack bemerkte die große Ähnlichkeit dieser Arten in Brutverhalten und im Aussehen und fasste sie in einer Gattung zusammen, was seither nicht mehr in Frage gestellt wurde.
Die folgenden Arten werden der Gattung zugerechnet:
- Kubasegler (Tachornis phoenicobia)
- Däumlingssegler (Tachornis furcata)
- Gabelschwanzsegler (Tachornis squamata)
- † Tachornis uranoceles